# Animafilm
Animafilm — румунська анімаційна студія, розташована в Бухаресті, яка працювала з 1964 по 1989 роки.

## Період Animafilm (1964 - 1989)
Студія була створена в 1964 році з групи аніматорів Бухарестської кіностудії. Іон Попеску-Гопо був найвідомішим художником і аніматором, який працював на Animafilm.
Студію очолювали режисери Марін Паряяну (1964-1971), Лучія Олтеану (1971-1983), Джордж Ананія (1983-1987) - тимчасово, Міхаела Вартопеану (1987-1989) і Мануела Ходор (з 1992).

## Період після 1990 року
Спочатку Animafilm була державна студія, але після падіння комуністичного режиму в 1989 році Animafilm стала приватною компанією під назвою Animafilm SA. Нинішнім директором є Моніка Ходор. У 2004 році компанія отримала прибуток у 248 мільйонів леїв.

## Виробництва (вибірка)
- Коротка історія (1957). Режисер: Йон Попеску Гопо
- Homo sapiens (1960)
- Маленька людина (1964). Режисер: Йон Попеску Гопо
- Робінзон Крузо (1973) у співпраці з французькою анімаційною студією. Режисер: Віктор Антонеску
- Марія Мірабела (1981) у співпраці зі студіями «Молдова-фільм» і «Союзмультфільм». Режисер: Йон Попеску Гопо
- Дивовижні пригоди мишкетерів (1987) Режисер: Віктор Антонеску
- Марія і Мірабела в Транзисторії (1989). Режисер: Йон Попеску Гопо